# جاك تومسون (سياسي)
جاك تومسون (بالإنجليزية: Jack Thompson)‏ هو سياسي بريطاني، ولد في 27 أغسطس 1928، وتوفي في 1 يوليو 2011. حزبياً، نشط في حزب العمال. في الانتخابات العمومية للمملكة المتحدة 1983 ‏، انتخب عضو البرلمان التاسع والأربعون للمملكة المتحدة عن دائرة وانسبيك خلال فترته النيابية ‏ (9 يونيو 1983 – 18 مايو 1987) وفي الانتخابات العمومية للمملكة المتحدة 1987 ‏، انتخب عضو البرلمان الخمسون للمملكة المتحدة عن دائرة وانسبيك خلال فترته النيابية ‏ (11 يونيو 1987 – 16 مارس 1992) وفي الانتخابات العامة في المملكة المتحدة 1992 ‏، انتخب عضو البرلمان الحادي والخمسون للمملكة المتحدة عن دائرة وانسبيك خلال فترته النيابية ‏ (9 أبريل 1992 – 8 أبريل 1997).